# Калькальпен
Калькальпен (нем. Kalkalpen) — национальный парк в Австрии, на территории земли Верхняя Австрия. Площадь парка — 21 000 гектар, основан в 1997 году.
Национальный парк располагается к югу от города Штайр. Его территория лежит в альпийских предгорьях и простирается до высокогорных альпийских пиков. Большие охраняемые лесные массивы национального парка — одни из самых больших и хорошо сохранившихся заповедных лесов страны. Всего лесами покрыто 4/5 территории парка. В Калькальпене насчитывается 30 различных типов лесов, среди наиболее характерных пород деревьев — пихта, ель, бук.
На территории парка большое количество горных ручьёв, источников, альпийских лугов и пастбищ. В Калькальпене насчитывается 800 источников, суммарная длина рек и ручьёв составляет более 200 километров. Из-за размытия водными потоками горных пород в ряде регионов парка образовались карстовые пещеры.
В парке обитает множество животных, включая редкие и вымирающие виды, в том числе более ста видов птиц, 1600 видов бабочек. Здесь живёт много сов, сова стала одним из символов парка. Среди редких животных можно выделить рысей и бурых медведей. Разнообразие флоры включает в себя более 850 видов растений, 102 из них редкие, находящиеся под угрозой исчезновения, а 59 включены в австрийский федеральный список защиты природы.
Дирекция парка проводит работу по воссозданию поголовья традиционных, но ныне редких домашних животных — таких как норикские лошади и коровы породы мурбоденер.
Традиционные развлечения туристов, посещающих парк — пешие, конные и велосипедные прогулки, экскурсии в карстовые пещеры.